# Dolmens de Run-er-Liuzen
Les dolmens de Run er Luizen, appelé aussi  les Sept Saints, sont deux dolmens situés à Erdeven, dans le Morbihan en France.

## Historique
Le site a été exploré en 1877 ou 1878 par G. Chaplain-Duparc sans rapport ni résultats connus,. Le tumulus, et ses dolmens, sont classés au titre des monuments historiques par arrêté du 10 mai 1926.

## Description
L'édifice se présente comme un tumulus ruiné, incluant deux dolmens à couloir. Le plus au nord n'est plus composé que d'une dalle de couverture et deux pierres de support. Le plus au sud est celui qui est en meilleur état mais sa forme demeure imprécise. Il est orienté plein est. Le couloir d'accès comporte encore trois supports et une table de couverture. La chambre comporte encore cinq dalles support.

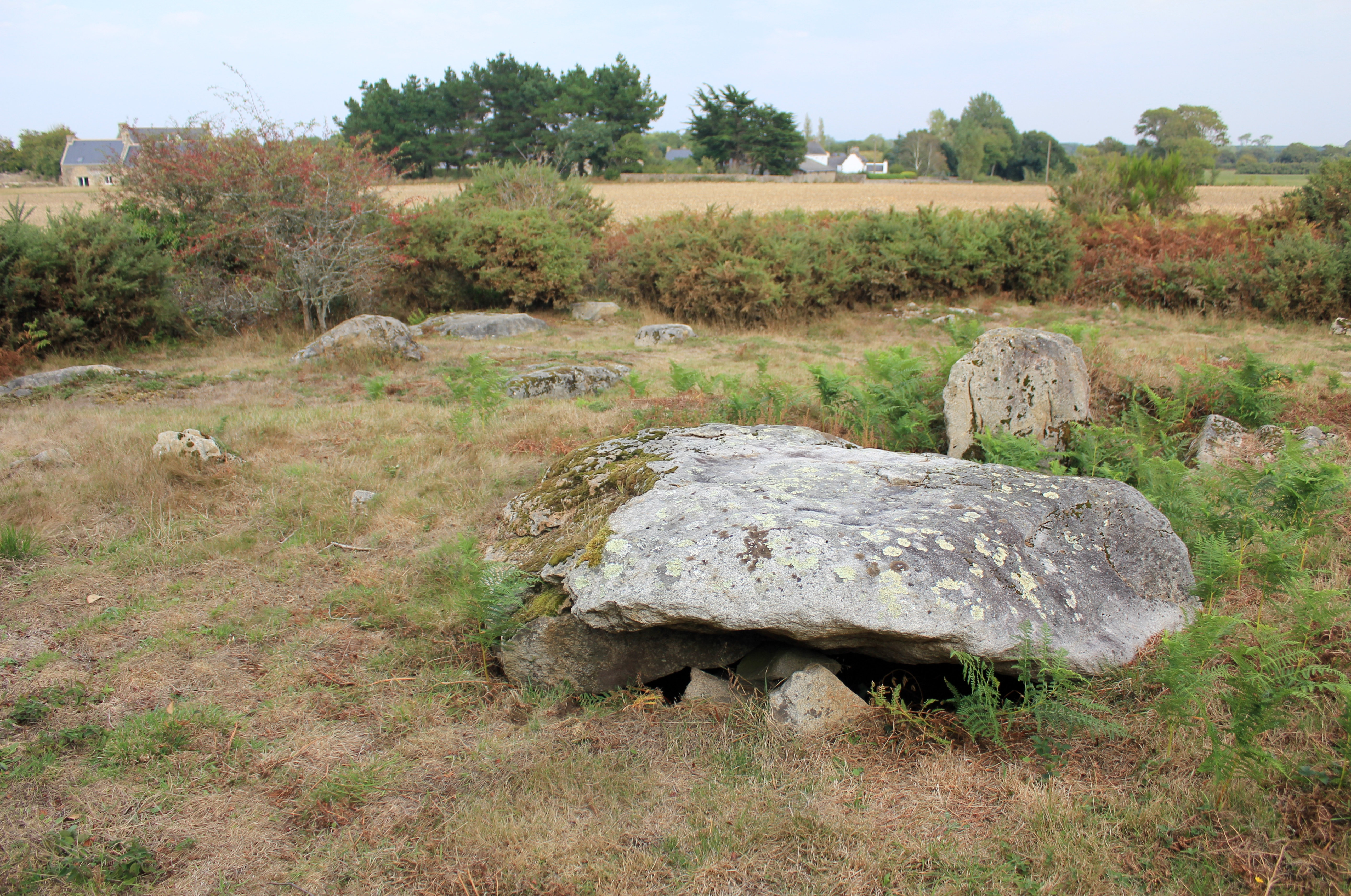
Vue générale.
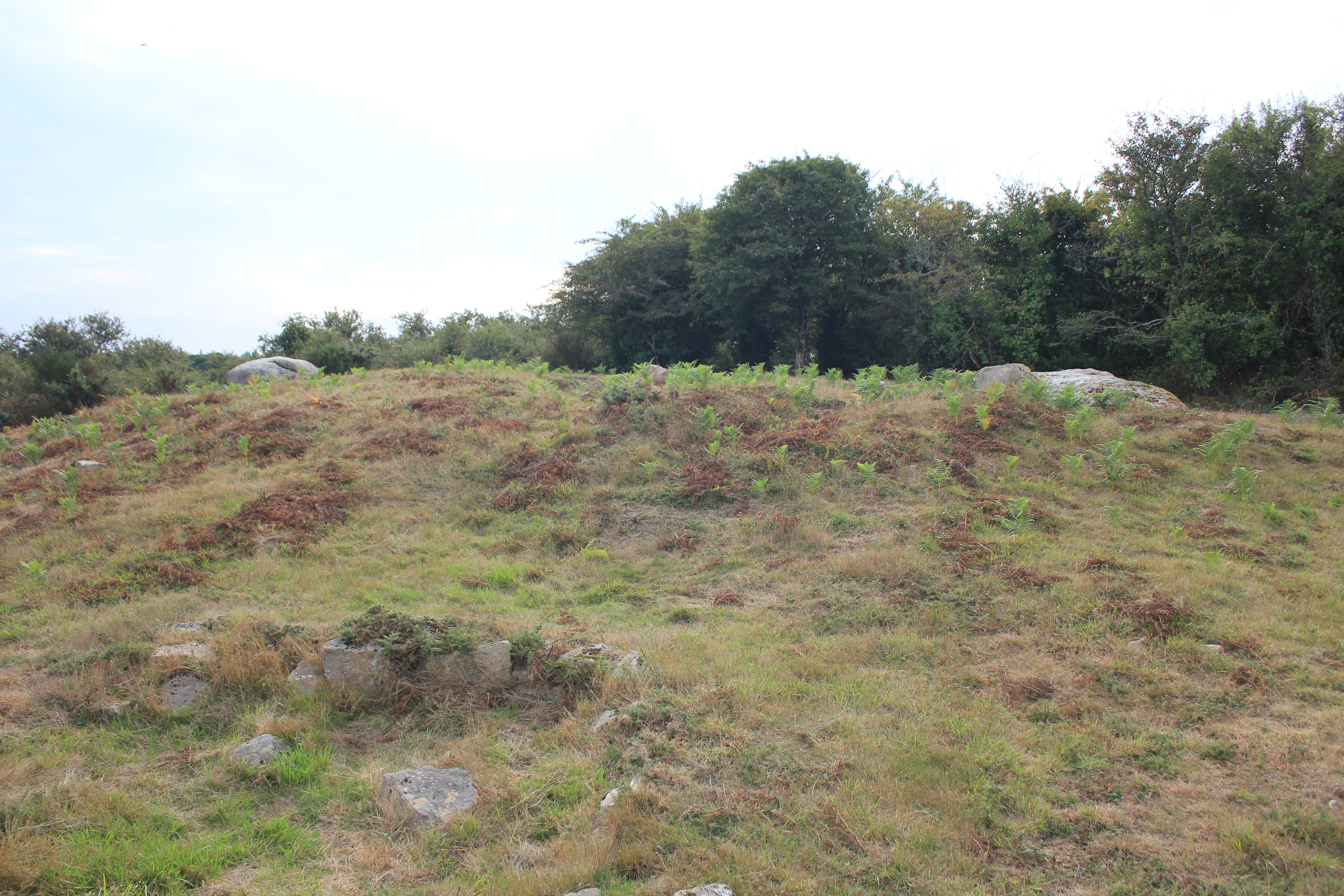
Vue générale.
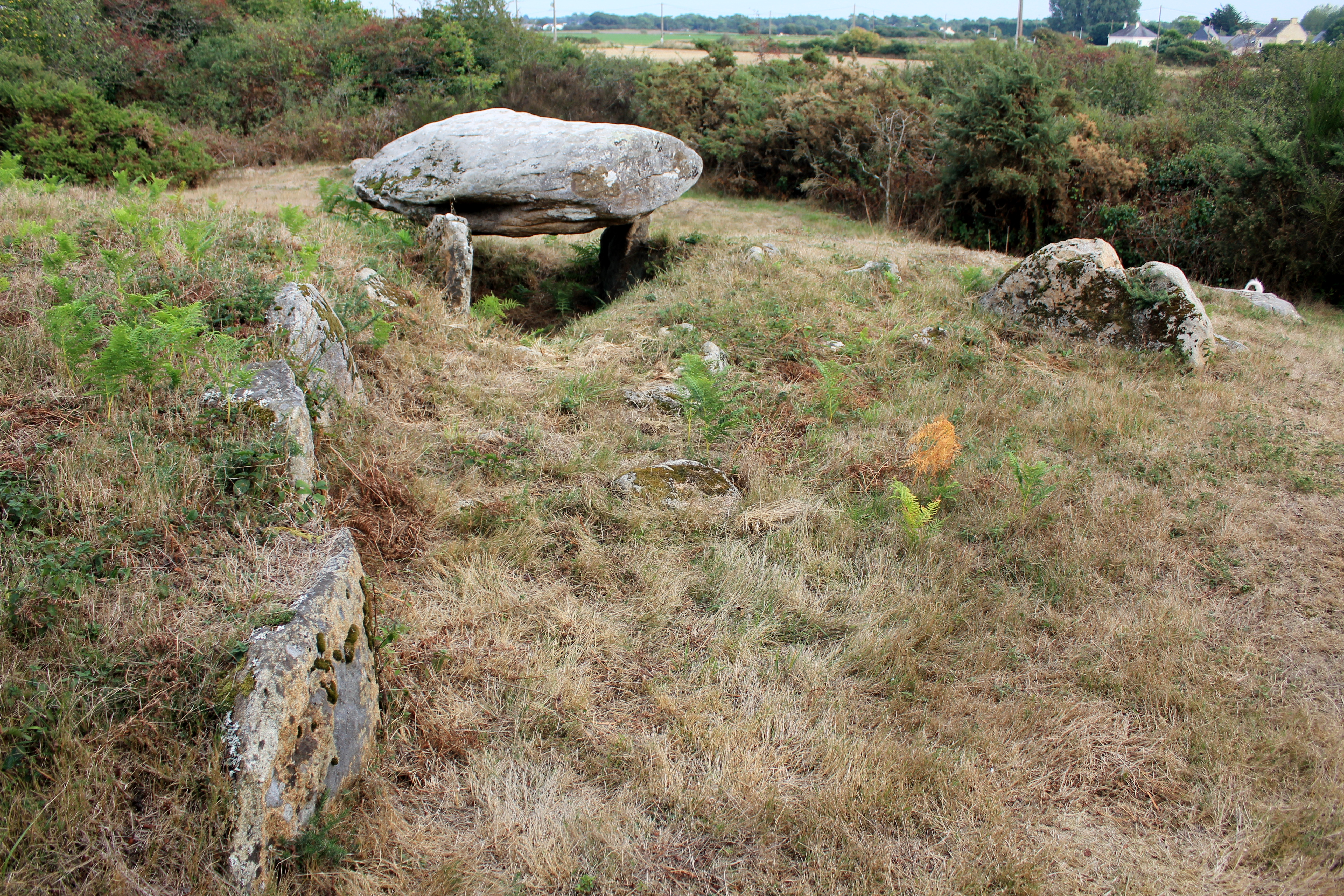
Second dolmen